# أبرق (المناقل)
أبرق قرية تقع شمال المناقل في ولاية الجزيرة شمال السودان.

## الموقع
تقع شمال المناقل، ضمن وحدة الكريمت في محلية المناقل، ولاية الجزيرة. تبعد عن المناقل حوالي 18 كيلومتراً شمالاً.

## الاقتصاد
تعتمد القرية على الزراعة (القمح، القطن، البصل، الفول) وبعض المهن الحرفية.